# Orectolobus japonicus
Orectolobus japonicus е вид акула от семейство Orectolobidae.

## Разпространение
Видът е разпространен във Виетнам, Китай, Провинции в КНР, Северна Корея, Тайван, Южна Корея и Япония.